# Hackneyhäst
Hackneyhästen är en hästras från England som räknas som världens mest eleganta körhäst. Ordet hackney kommer förmodligen från gammalfranskans haquenée och användes från medeltiden och framåt för att beteckna en ridhäst. Hackneyhästen härstammar från de berömda brittiska "landsvägstravarna" ("roadster") från Norfolk och Yorkshire, så kallade Norfolktravare, som är så typiska för 1700-talets England. De moderna hackneyhästarna ser man oftast på utställningar och uppvisningar, men de används även till tävlingskörning. Det finns också hackneyponnyn (upp till 142 cm), som har sitt ursprung i fellponnyn Penniner.

## Historia
De eleganta hackneyhästarna utvecklades mellan 1700-talet och  1800-talet ur den nu utdöda rasen Norfolktravare, på engelska Norfolk Roadster, en vagnshäst som var väldigt vanlig i Storbritannien. Även en mindre vanlig travartyp från Yorkshire kallad Yorkshire Coach Horse var med i utvecklingen av hackneyhästen. Båda två raserna hade sin gemensamma förfader i en hingst som kallades Original Shales, född 1755. Shales var son till ett sto som hette Blaze som var en typisk ridhäst, som på den tiden kallades hackney. Blaze i sin tur var dotter till en framgångsrik kapplöpningshingst. Denna hingst var i sin tur sonson till Darley Arabian, en av förfäderna till det engelska fullblodet. Denna stamtavla visade en perfekt grund att bilda en ny ras på med både engelskt och arabiskt blod. 
Shales var dock rasens stamfader tillsammans med sina söner Driver och Scot Shales, samt en hingst kallad Marshland som hade shalesblod på båda sidor i stamtavlan. Uppfödarna satsade på att få fram en travhäst av samma kvalitet som de gamla brittiska travarna men som även skulle ha egenskaper som ridhästar vilket gjorde hackneyhästen något kraftigare än de gamla travarna. 
1883 bildades rasens första förening, Hackney Horse Society i Norwich och det var även nu man gav rasen det officiella namnet Hackney efter det gamla namnet på ridhästar. Man började klocka hästarna på travbanor, dock utan vagn och många av dessa tider var imponerande. En hingst kallad Bellfounder travade 3 km på 6 minuter och 14 km på 30 minuter. 
Under senare 1800-tal utvecklades även hackneyponnyn som delar stambok med hackneyhästen.

## Egenskaper
Hackneyhästen används fortfarande till körning men numera i tävlingssammanhang. Rasen fungerar även som ridhäst och vid utställningar visas även hästarna för hand. Hackneyponnyerna brukar kännetecknas av den speciella ställning som de kan stå i om man tränar dem, med bakbenen sträckta bakom sig och frambenen något framåtställda. 
Hackneyhästen är berömd för sina rörelser med fina flytande och lätta steg som beskrivs som taktfasta och mystiskt snabba. En hackney kan skolas till rörelserna men mycket av dem ligger i generna tack vare selektiv avel och det travarblod som ligger i rasens grund. Traven kännetecknas av höga knän och svansen hålls lyft när hästarna är i rörelse, så kallad Lofty Trot. 
Hackneyn har långa ben med hasleder om sitter långt ner på benen. Nosprofilen är något konvex, öronen är små och mulen är välformad. Ögonen är stora men hästarna har mod och klokhet i blicken. Halsen är ganska smal men fint musklad. Hackneyhästar är lugna av naturen men ska kunna visa energi på uppvisningarna. 